# Ian Lister
Ian Lister (Kirkcaldy, Escocia, 1 de enero de 1948 – Kirkcaldy, 8 de febrero de 2013) fue un futbolista profesional escocés que jugaba en la demarcación de extremo.

## Carrera
Lister jugó para el Aberdeen, Raith Rovers, Dunfermline Athletic, St. Mirren y Berwick Rangers.
Mientras jugaba con el Dunfermline Athletic, Lister marcó en la final de la copa escocesa de 1968 contra el Hearts, habiendo marcado previamente en un partido de las semifinales.
También jugó para los niveles inferiores de la selección de fútbol de Escocia.
Tras retirarse como jugador, Lister se convirtió en el presidente del Inverness City.

## Muerte
Lister falleció el 8 de febrero de 2013, a la edad de 65 años.

## Clubes
| Club                 | País    | Año         | Partidos | Goles |
| -------------------- | ------- | ----------- | -------- | ----- |
| Aberdeen F.C.        | Escocia | 1963 - 1966 | 22       | 2     |
| Raith Rovers         | Escocia | 1966 - 1968 | 30       | 3     |
| Dunfermline Athletic | Escocia | 1968 - 1969 | 23       | 4     |
| St. Mirren           | Escocia | 1969 - 1971 | 49       | 12    |
| Raith Rovers         | Escocia | 1971 - 1972 | 25       | 1     |
| Berwick Rangers      | Escocia | 1972 - 1974 | 50       | 8     |